# Parc national de Ånderdalen
Le parc national de Ånderdalen est un parc national situé dans les municipalités de Torsken et Tranøy, dans le comté de Troms, dans le nord de la Norvège.
Créé le 6 février 1970 et agrandi le 20 février 2004, il s'étend sur l'île de Senja sur 12 500 hectares, il préserve ce paysage côtier et est surtout composé de forêts.

## Faune
Le parc national n’avait pas d’élans avant 1940, mais il a maintenant une population permanente. C’est aussi une importante zone de vêlage et de pâturage pour les rennes semi-domestiqués. Les petits animaux les plus communs sont les renards roux, les hermines, les lièvres, les petits rongeurs et deux espèces de musaraignes. Les phoques se trouvent à la tête des fjords et les loutres sont souvent vues le long des rivières. La truite et l’omble chevalier sont communs, et le saumon remonte la rivière jusqu’au lac Åndervatn,.

## Galerie

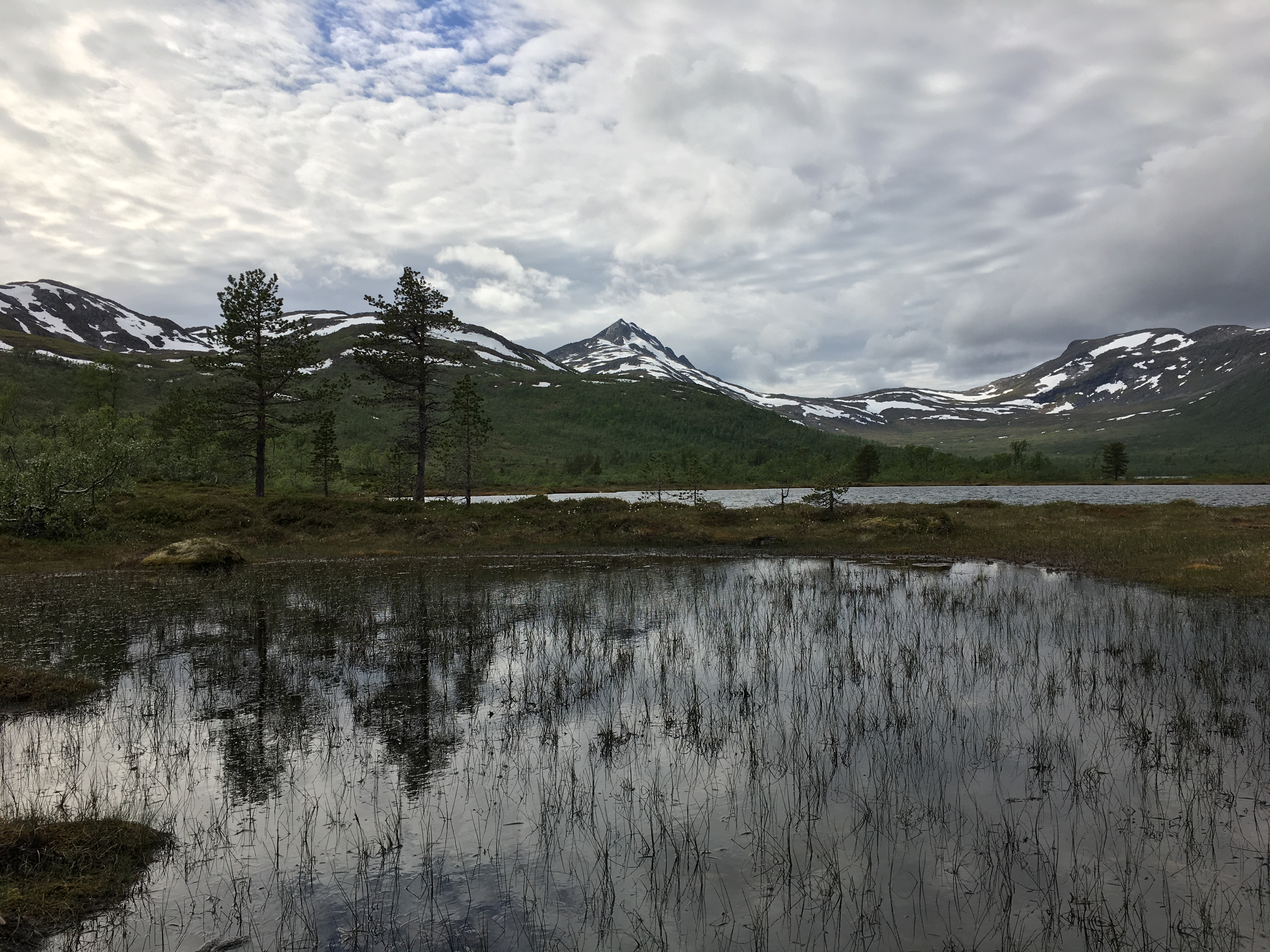
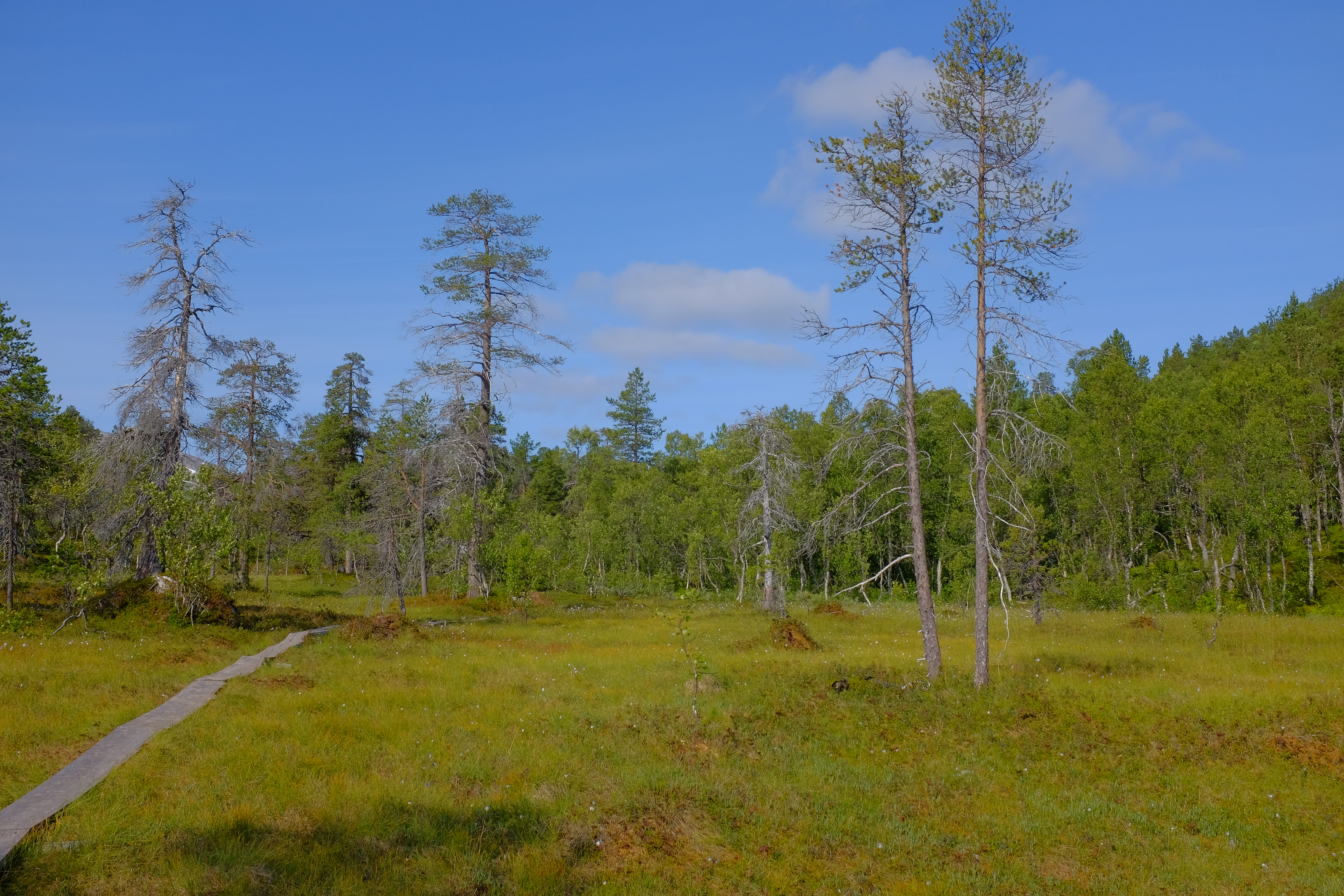
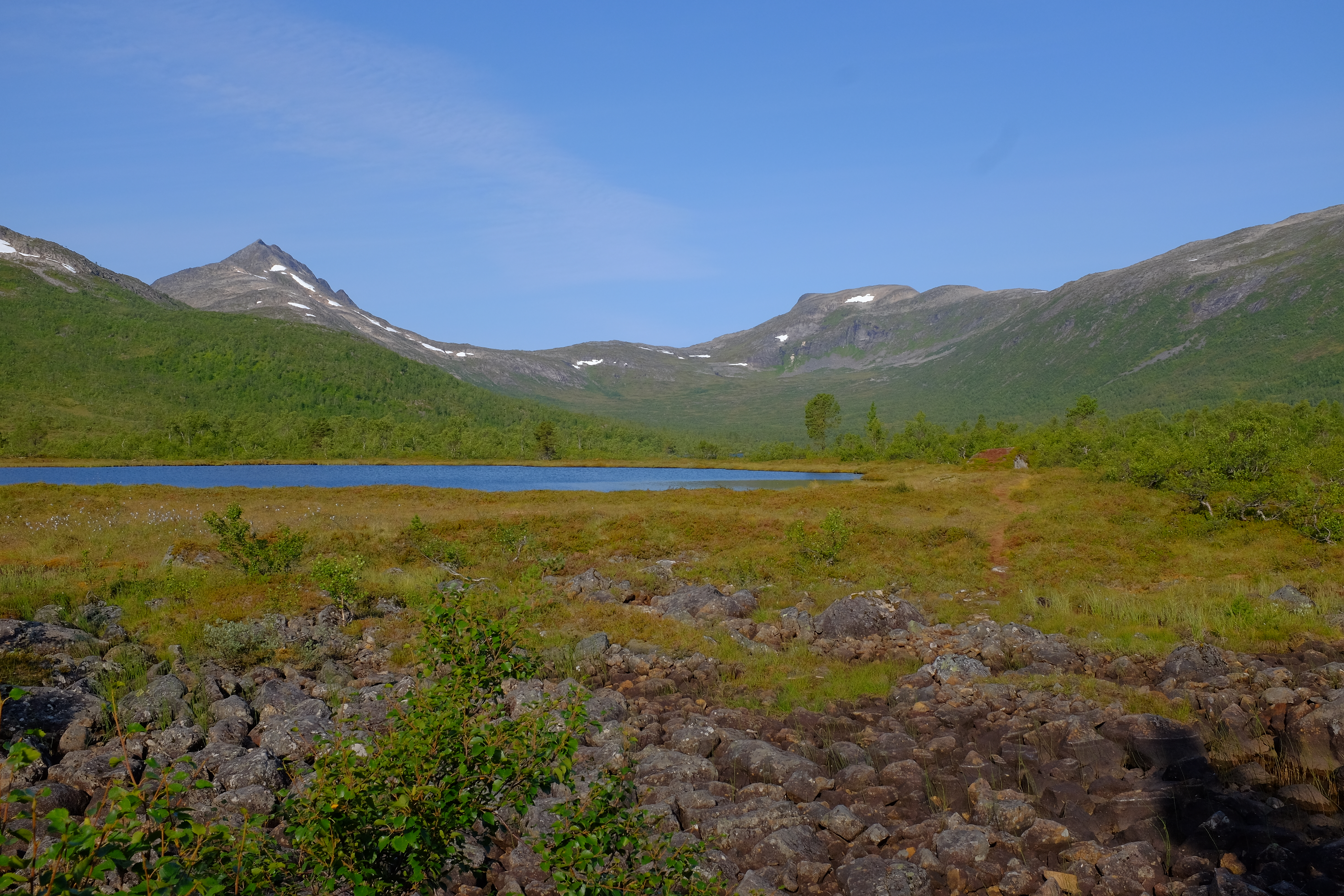
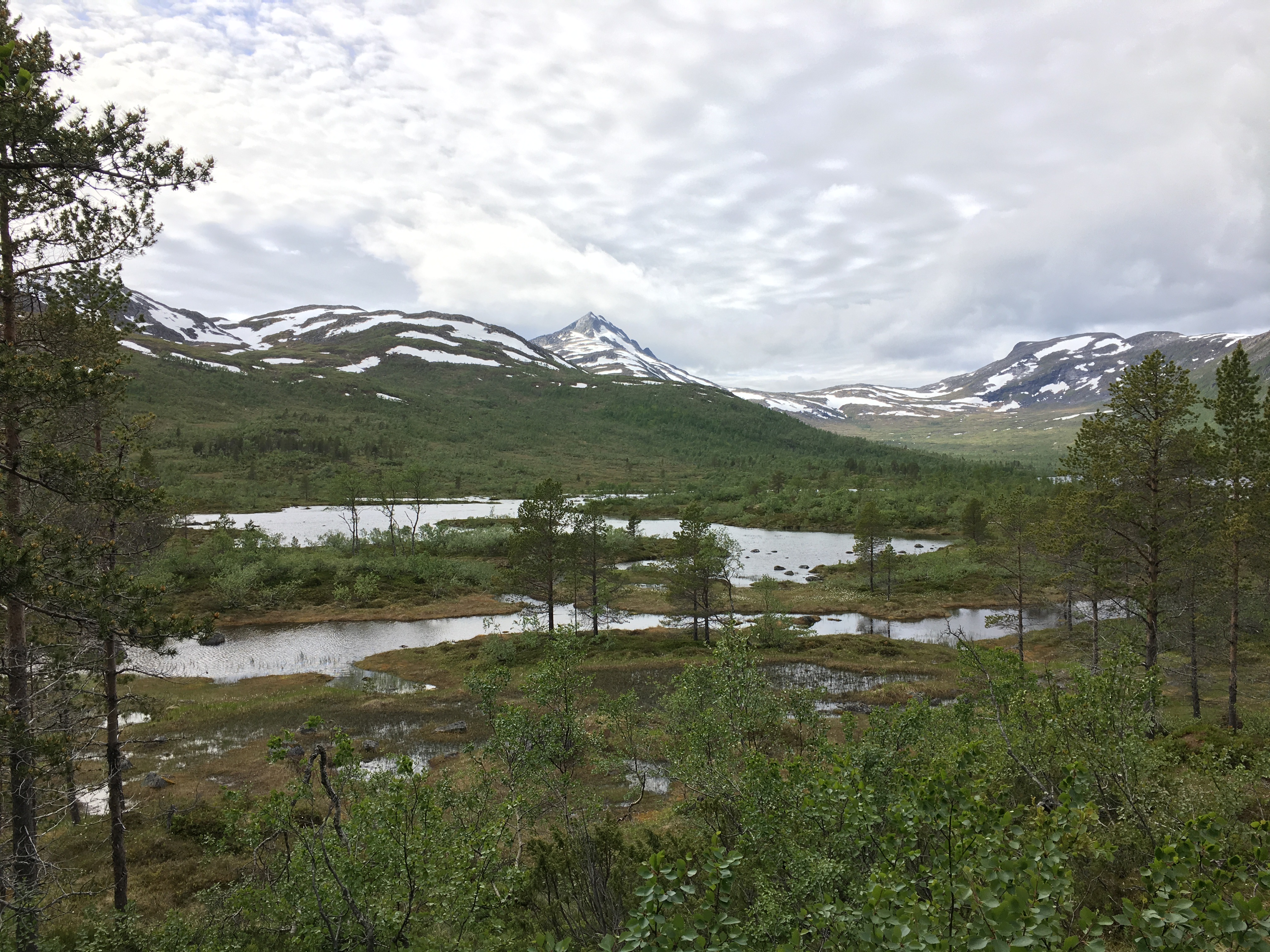
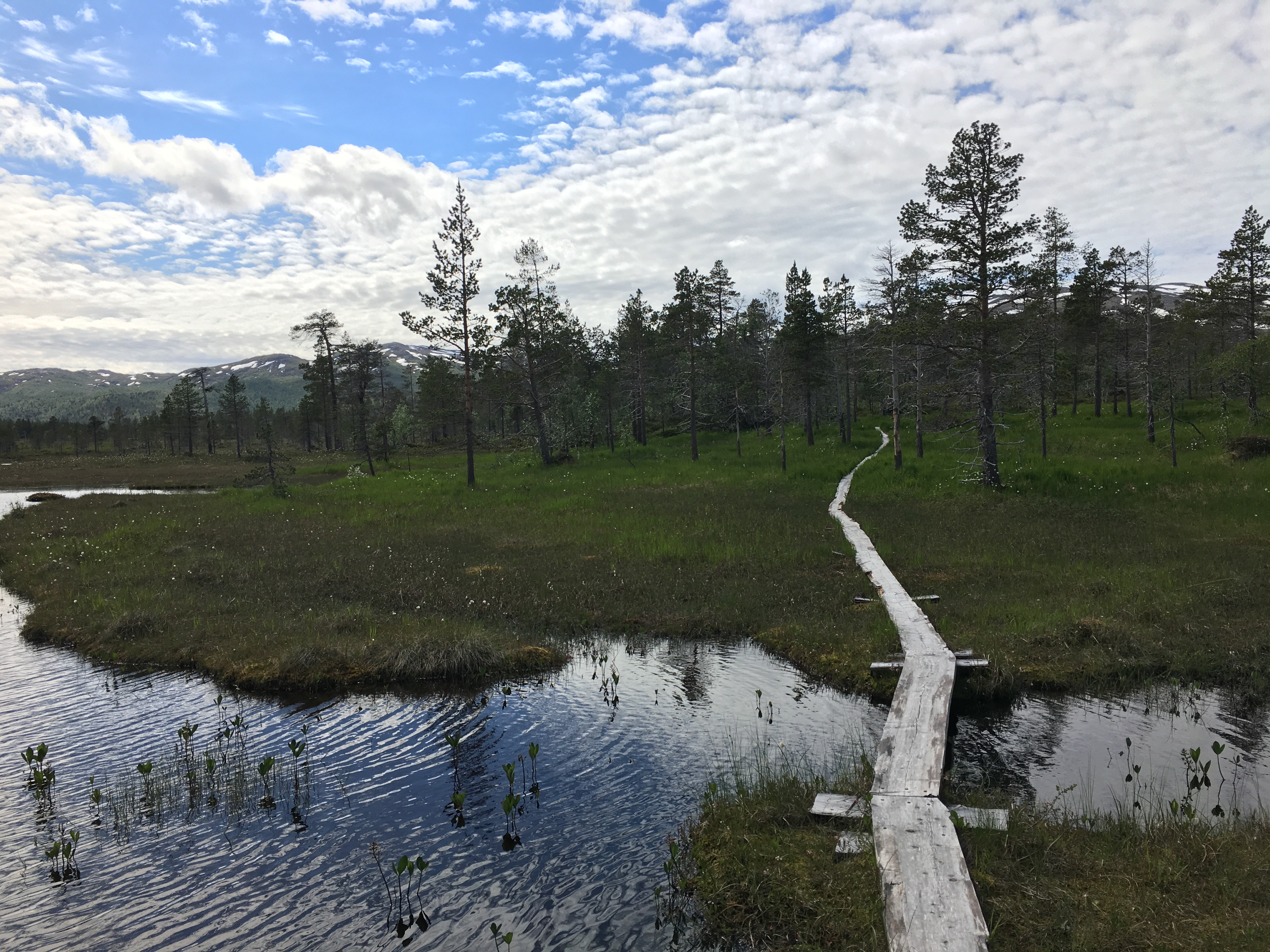